# Leo Baker (patinador)
Leo Baker (Covina, 24 de noviembre de 1991) es un patinador goofy profesional estadounidense de Covina, California ahora reside en Nueva York. Baker es una persona transgénero y de género no binario, y sus pronombres son él y elle.

## Primeros años de vida
Baker nació en Covina, California, y sus padres son Donna Baker y el guitarrista Marshall Rohner. Pasó uno de sus primeros años de vida en un hogar de acogida, y empezó a interesarse en el skateboarding después de ver a sus hermanos de acogida patinando en su patio trasero. Baker consiguió su primer monopatín poco después de esto, a los dos años de edad. Baker afirma que su momento de mayor orgullo fue la primera vez que aterrizó un kickflip.

## Carrera
A los once años, Baker obtuvo su primer patrocinio de Utility Board Shop en La Verne, gracias a un vídeo grabado en un período de dos días por un instructor de monopatín que reconoció su talento. Durante los siguientes años, Baker obtuvo más patrocinios y tuvo éxito en competiciones de todo el mundo.
Sin embargo, alrededor de los diecinueve años, renunció a su patrocinador de monopatín, Element, y Billabong, otro de sus patrocinadores desde hacía un tiempo, cerró su equipo de skate. Debido al difícil momento del sector tras la crisis financiera mundial y la presión de sus patrocinadores debido a su expresión de género, Baker sintió que su carrera en el skateboarding podría verse limitada en el futuro y decidió estudiar diseño gráfico.
Tras graduarse empezó a trabajar como diseñador, y además filmó y lanzó su primera grabación completa, titulada Bombshell, a través de Thrasher Magazine en 2013. Además, siguió compitiendo y ganó tres medallas en los X Games de 2013 y 2014. Sin embargo, Baker todavía tenía problemas encontrando patrocinadores, por lo que decidió unirse a la nueva compañía Meow Skateboards de su amiga Lisa Whitaker, con la intención de llenar "un vacío en la industria" para una marca de monopatines dirigida exclusivamente por mujeres con un equipo femenino al completo.
En 2017, Baker fue el único patinador nominado a un premio ESPY en la categoría "Mejor atleta femenina de deportes de acción".
En 2020, Baker, Cher Strauberry y Stephen Ostrowski fundaron Glue Skateboards. Durante el 2022, Baker fue patrocinado por Nike SB, Glue Skateboards, Spitfire Wheels, Independent Trucks, Bronson Speed Co., Mob Grip y Pawnshop Skate Co.

## Trabajo de diseñador
Antes de convertirse en patinador profesional y mudarse a Nueva York, Baker trabajó como diseñador gráfico en Los Ángeles, algo que encontró insatisfactorio. Sin embargo, Baker siguió trabajando en proyectos creativos, entre ellos una colaboración con su compañero skater de Nueva York, Brian Anderson, que culminó en el lanzamiento de Cave Homo («que el humano tenga cuidado» en latín, un juego de palabras con la expresión Caveat emptor, «cuidado por parte del comprador»). Anderson fue presentado en el Volumen I, y en el Volumen II se incluyó una revista de edición limitada cuyo reverso presenta obras originales de artistas queer. Parte de la recaudación económica de esta revista se ha destinado a apoyar The Trevor Project.

## Competiciones

### 2019
- World Skate OI STU, Open Qualifiers, en Río de Janeiro, Brasil: 20.º puesto (calle)[14]
- Campeonato Nacional de Skateboarding de EE. UU., Finales: 4.º puesto (calle)[15]
- Campeonato Mundial de Street League, cuartos de final, en São Paulo, Brasil: 32.º puesto[16]
- X Games, en Minneapolis, Minnesota: 9.º puesto (calle)[17][18]
- World Skate Street League Pro Tour, semifinales en Los Ángeles, California: 22.º puesto (calle)[19]
- Dew Tour, finales, en Long Beach, California: 8.º puesto (calle)[20]
- Street League World Skate, Semifinal, en Londres, Inglaterra: 10.º puesto (calle)[21]
- Campeonato Mundial de Street League, Finales, en Río de Janeiro, Brasil: 3er puesto (calle)[22]

### 2018
- X Games, en Minneapolis, Minnesota: 8.º puesto (calle)[23]
- Street League Pro Open, Finals, en Londres, Inglaterra: 2.º puesto[24]
- X Games, en Oslo, Noruega: 2.º puesto (calle)[25]
- Skate Like a Girl Wheels of Fortune, Pro Final, en Seattle, Washington: 5.º puesto[26]

### 2017
- Street League Super Crown, en Los Ángeles, California: 1er puesto[27]
- Wheels of Fortune, Advanced, en Seattle, Washington: 11.º puesto[28]

### 2016
- Exposure Pro Street, en Encinitas, California: 5º puesto[29]
- Street League Super Crown, en Los Ángeles, California: 1er puesto[30]
- X Games, en Austin, Texas: 3er puesto (calle)[31][32]
- X Games, en Oslo, Noruega: 2.º puesto (calle)[33][34]

### 2015
- Exposure Pro Street, en Encinitas, California: 3er puesto[35]
- Campeonato Mundial Kimberley Diamond Cup, en Kimberley, Sudáfrica: 5.º puesto (calle)[36][37]
- Street League, Finales, en Chicago, Illinois: 4.º puesto[38]
- X Games, en Austin, Texas: 5.º puesto (calle)[39][40]

### 2014
- X Games, en Austin, Texas: 1er puesto (calle)[41]
- Campeonato Mundial Kimberley Diamond Cup, en Kimberley, Sudáfrica: 4.º puesto (calle)[42]

### 2013
- X Games, en Los Ángeles, California: 2.º puesto (calle)[43]

### 2010
- Mystic Skate Cup, en Praga, República Checa: 1er puesto (calle)

### 2008
- Maloof Money Cup, en el condado de Orange, California: 1er puesto (calle)

### 2007
- X Games XIII, en Los Ángeles, California: 4.º puesto (calle)
- Mystic Skate Cup, en Praga, República Checa: 3er puesto (calle)
- Rockstar Masa Pro, en Fayetteville, Carolina del Norte: 2.º puesto (calle)

### 2006
- X Games XII, en Los Ángeles, California: 3er puesto (calle)
- Goofy vs. Regular, en Lake Forest, California: 3er puesto (calle)
- West 49 Canadian Open, en Toronto, Ontario: 1er puesto (calle)
- Slam City Jam, en Calgary, Alberta: 1er puesto (calle)[44]